# 美国司法部诉谷歌案 (2020年)
美国司法部诉谷歌案是美国司法部于2020年10月20日针对Google提起的一起反垄断案件。美国司法部指控谷歌違反休曼法案，非法垄断搜索引擎和搜索广告市场。 
2023年9月，該案件在美国哥伦比亚特区联邦地区法院开庭审理。法官阿米特·梅塔 (Amit Mehta) 于2024年8月作出裁决，认定谷歌垄断了搜索引擎市場。 